# 愛知東邦大学の人物一覧
愛知東邦大学の人物一覧（あいちとうほうだいがくのじんぶついちらん）は、愛知東邦大学、および、その前身の東邦学園短期大学、東邦学園大学に関係する人物の一覧記事。

## 著名な教職員

### 経営学部
- 丸山惠也（名誉教授）
- 鵜飼裕之 (学長・地域ビジネス学科、教授)

### 無所属・特定の学部に属していない
- 増田孝（客員教授）
- 森田泰弘（野球部総監督）

## 著名な教職員(かつて在籍していた教職員)

### 人間学部
- 御園慎一郎（人間健康学科）

## OB・OG

### 経済
- 三木正浩（ABCマート創業者、日本の富豪ランキング11位）※短期大学

### スポーツ
- 木下達生（元プロ野球選手）　※引退後の入学